# 打獵季節
《打獵季節》（英語：Open Season）是一部於2006年美國電腦動畫片。電影在2006年9月29日於美國上映，由索尼動畫（Sony Pictures Animation）製作及哥倫比亞影業發行。《打獵季節》是索尼影業動畫室製作的第一部動畫影片。劇情講述一群成日被追殺的森林動物羣起反抗獵人。此外還推出了由本作改編的可在多個平台上運行的同名電子遊戲。續集《打獵季節2》於2009年1月27日推出，2010年推出《打獵季節3》，2016年推出《打獵季節4》。

## 配音員
| 配音              | 配音   | 配音   | 角色                   |
| 英版              | 台版   | 陸版   | 角色                   |
| ----------------- | ------ | ------ | ---------------------- |
| 馬汀·勞倫斯       | 王紹偉 | 冯小刚 | 布穀（Boog）           |
| 艾希頓·庫奇       | 紀言愷 | 邓超   | 愛鹿特（Elliot）       |
| 蓋瑞·辛尼茲       | 符爽   | 葛优   | 煞星（Shaw）           |
| 黛博拉·梅辛       | 陳喬恩 |        | 貝絲（Beth）           |
| 比利·康諾利       | 孫德榮 | 张涵予 | 妙酷鼠（McSquizzy）    |
| 強·法夫洛         | 李香生 |        | 萊利（Reilly）         |
| 喬琪亞·英格爾     |        |        | （Bobbie）             |
| 珍·考克斯基       | 賀世芳 | 羅海瓊 | 吉賽爾（Giselle）      |
| 高登·圖托西斯     | 陳明陽 |        | 戈蒂（Gordy）          |
| 派屈克·華博頓     | 黃玉榮 |        | 伊恩（Ian）            |
| 寇帝·卡麥隆       | 夏治世 |        | 臘腸先生（Mr. Weenie） |
| 丹尼·曼           | 孫中台 |        | 阿吉（Serge）          |
| Matthew W. Taylor | 徐健春 |        | 丹尼（Deni）           |
| Matthew W. Taylor | 劉傑   |        | 巴迪（Buddy）          |
| 妮卡·福特曼       |        |        | 蘿絲（Rosie）          |
| Michelle Murdocca |        |        | 瑪莉亞（Maria）        |
| 佛葛爾·雷利       | 劉明勳 |        | （O'Toole）            |

## 評價
爛番茄根據103條評論，給出49%的新鮮度，平均得分5.4/10。Metacritic上取自各著名影視評論，基於18篇影評，滿分100分中平均分數得到49分。